# Battaglia di Ravenna (476)
La battaglia di Ravenna, capitale dell'impero romano d'Occidente, avvenne tra il 2 e il 4 settembre del 476, e vide l'ultimo esercito romano occidentale, comandato da Paolo, affrontare e subire la sua disfatta finale contro gli Eruli sotto il loro re Odoacre.

## Antefatti
Nel 476, l'Impero romano d'Occidente controllava de facto solo la penisola italiana, e il suo imperatore era il sedicenne Romolo Augusto, che regnava da Ravenna con la protezione del padre, il generale Flavio Oreste. A complicare la situazione, la corte d'Oriente riconosceva Giulio Nepote come il vero imperatore.
Gli Eruli erano foederati dei Romani e combattevano per l'esercito romano in Italia; invidiavano però le fortune dei loro simili in Gallia, Spagna e Africa, che si erano conquistati ampi territori con le armi, ed insistevano per ricevere un terzo delle terre in Italia, richiesta loro negata da Oreste. Da tutti gli accampamenti e le guarnigioni in Italia, i federati germanici si posero sotto lo stendardo di Odoacre. Oreste fu costretto a fuggire e si rifugiò a Pavia, ma non servì a nulla, giacché la città fu messa a sacco e Oreste preso e giustiziato.

## Battaglia
La battaglia decisiva avvenne il 2 settembre 476 vicino a Ravenna, la capitale della pars occidentis. La città era difesa da Paolo, il fratello di Oreste, a capo della guarnigione della città. La resistenza fu inutile: gli Eruli presero la città, e Paolo fu preso e giustiziato con rapidità e facilità.

## Conseguenze
Due giorni dopo, Romolo Augusto, che aveva solo sedici anni, fu costretto ad abdicare a favore di Odoacre, terminando così oltre 1200 anni di dominio romano in Italia. Deposto, Romolo fu mandato in ritiro in Campania, scomparendo dalle fonti storiche, molto probabilmente morto dopo il 511, forse a Castellum Lucullanum, a Napoli.
Oltre all'Italia, però, la pars occidentis dell'Impero romano aveva ancora un possedimento nel nord della Gallia, che divenne il cosiddetto Regno di Soissons, che già da tempo si stava staccando dall'Italia e dalla parte occidentale dell'Impero romano. Tale reame indipendente sarebbe stato annesso al regno dei Franchi nel 486.